# Liste der türkischen Botschafter in Nordmazedonien
Der Botschafter leitet die Türkische Botschaft Skopje.
| Ernennung Akkreditierung | Leiter der Auslandsvertretung | Bemerkung | Ministerpräsident der Türkei | Ministerpräsident von Mazedonien | Posten verlassen |
| ------------------------ | ----------------------------- | --- | ---------------------------- | -------------------------------- | ---------------- |
| 19. Aug. 1925            | Mehmet Hayri Bey              | Generalkonsul, Mehmet Hayri (* 1880 in Istanbul; † 10. November 1934 in Ankara) Oberstleutnant 1887–26. Januar 1901: Studium an der Kuleli Military High School, wurde bei den Balkankriegen, im Ersten Weltkrieg (Eisernes Kreuz zweiter Klasse), in Anatolien und 1920 in Kurdistan eingesetzt, 1917–1918: Osmanlı Dönemi Mutasarrıflar der Karaman (Provinz) Şablon:Karaman valileri, 18. Mai 1921: Versetzung in den Ruhestand. Das Gebiet von Vardar-Mazedonien wurde am 29. September 1918 von serbischen Truppen besetzt und war ab 1. Dezember 1918, entsprechend dem Friede von Bukarest (1913) als Südserbien Teil des Königreich Jugoslawien.                                                                     | Ali Fethi Bey                | Alexander I.                     | 10. Okt. 1928    |
| 10. Okt. 1928            | Firuz Kesim                   | Generalkonsul (* 1882 in Thessaloniki; † 14. August 1976) Studium an der Université Saint-Joseph, trat in den Dienst des Syrischen Zentral Mahrukat Inspectorate, später in den auswärtigen Dienst, der ihn in Batumi beschäftigte, anschließend Şehbenderliği (Konsul) in Komotini Von 10. Oktober 1928 bis 29. November 1930 hatte er Exequatur als Mümeyyizlig Generalkonsul in Skopje, anschließend war er an den Auslandsvertretungen in Amsterdam, Barcelona, Marseille, Paris in Antakya (Republik Hatay), 1939: am Generalkonsulat in Alexandria und schließlich in leitender Funktion beim Nachrichtendienst in Ankara beschäftigt, Von 14. Januar 1945 – 30. Mai 1946 war er Geschäftsträger in Jeddah.            | Ali Fethi Bey                | Alexander I.                     | 29. Nov. 1930    |
| 30. Nov. 1930            | Ali Rıza Malkoç               | Generalkonsul | Ali Fethi Bey                | Alexander I.                     | 22. Nov. 1932    |
| 23. Nov. 1932            | Ahmet Nesip Tulgay            | Generalkonsul, 1. September 1931 – 24. September 1932: Generalkonsul in Batumi, Generalkonsul in Mytilini, 1940: Konsul in Budapest, stellte dort Franja Ofner und dessen Frau Reisedokumente für die Türkei aus. | Ali Fethi Bey                | Alexander I.                     | 2. Aug. 1933     |
| 2. Aug. 1933             | Safet Urfi Betin              | Generalkonsul | Ali Fethi Bey                | Alexander I.                     | 6. Juni 1934     |
| 9. Juni 1934             | Erdoğan Şevki                 | Generalkonsul | Ali Fethi Bey                | Alexander I.                     | 28. Aug. 1937    |
| 29. März 1937            | Safet Urfi Betin              | Generalkonsul. Vom 8. April bis 19. April 1941 war Südserbien von deutschen Truppen besetzt und anschließend an die Truppen des Zarentum Bulgarien übergeben. | Celâl Bayar                  | Peter II.                        | 13. Mai 1941     |
| 15. Juli 1941            | Reşat Hakkı Karabuda          | Generalkonsul März 1943: Konsul in Bombay | Refik Saydam                 | Boris III.                       | 24. Juli 1942    |
| 3. Aug. 1942             | Cemal Gönen                   | Generalkonsul, 1951: Generalkonsul in Alexandria Von 9. September 1943 – 12. November 1944 hatten deutsche Truppen das im Grenzziehungsverfahren vom 10. Juli 1941 vom Königreich Bulgarien an das Königreich Italien abgetretene Westmazedonien besetzt. | Ahmet Fikri Tüzer            | Boris III.                       | 10. Mai 1945     |
| 30. Juni 1945            | Erdoğan Şevki                 | Generalkonsul | Ahmet Fikri Tüzer            | Lazar Koliševski                 | 4. Apr. 1950     |
| 30. Juni 1950            | Haydar İ Örs                  | Generalkonsul | Adnan Menderes               | Lazar Koliševski                 | 14. März 1954    |
| 22. Juni 1954            | Teyfik Türker                 | Generalkonsul | Adnan Menderes               | Ljupčo Arsov                     | 31. Mai 1957     |
| 31. Mai 1957             | Süphi Asım Tangör             | Generalkonsul | Adnan Menderes               | Ljupčo Arsov                     | 3. Apr. 1961     |
| 3. Apr. 1961             | Orhan Akbil                   | Generalkonsul | Emin Fahrettin Özdilek       | Ljupčo Arsov                     | 3. Okt. 1962     |
| 3. Okt. 1962             | Sahir Armaoğlu                | Generalkonsul | İsmet İnönü                  | Aleksandar Grličkov              | 30. Mai 1964     |
| 31. Mai 1964             | M. Kamil Görduysuz            | Generalkonsul | İsmet İnönü                  | Aleksandar Grličkov              | 3. Okt. 1967     |
| 10. Jan. 1968            | Osman Başman                  | Generalkonsul | Suad Hayri Ürgüplü           | Ksente Bogoev                    | 13. Feb. 1970    |
| 29. März 1970            | Yüksel Tacar                  | Generalkonsul | Suad Hayri Ürgüplü           | Ksente Bogoev                    | 17. Juni 1973    |
| 2. Juli 1973             | Alaeddin Gülen                | Generalkonsul | Mehmet Naim Talu             | Ksente Bogoev                    | 16. Dez. 1974    |
| 12. Dez. 1974            | Mesut Orsa                    | Generalkonsul | Mustafa Bülent Ecevit        | Blagoja Popov                    | 21. Aug. 1976    |
| 1. Apr. 1977             | T. Fazlı Gelegen              | Generalkonsul | Süleyman Demirel             | Blagoja Popov                    | 14. Aug. 1981    |
| 15. Aug. 1981            | Ekrem Arıkan                  | Generalkonsul | Bülent Ulusu                 | Blagoja Popov                    | 8. Jan. 1983     |
| 23. Sep. 1983            | İlhan Kıcıman                 | Generalkonsul | Turgut Özal                  | Dragoljub Stavrev                | 20. Sep. 1984    |
| 29. Sep. 1984            | Turan Sellioğlu               | Generalkonsul | Turgut Özal                  | Dragoljub Stavrev                | 20. Aug. 1988    |
| 29. Aug. 1988            | M. Çetin Oran                 | Generalkonsul | Turgut Özal                  | Gligorije Gogovski               | 11. Jan. 1992    |
| 30. Apr. 1993            | Suha Noyan                    | | Tansu Çiller                 | Branko Crvenkovski               | 16. Mai 1995     |
| 26. Mai 1995             | Ünal Maraşlı                  | | Tansu Çiller                 | Branko Crvenkovski               | 31. Okt. 1997    |
| 13. Nov. 1997            | M. Fazlı Keşmir               | | Mesut Yılmaz                 | Branko Crvenkovski               | 6. Nov. 2001     |
| 13. Nov. 2001            | Mehmet Taşer                  | | Bülent Ecevit                | Ljubčo Georgievski               | 13. Dez. 2005    |
| 23. Dez. 2005            | Taner Karakaş                 | (* 26. November 1953 in Istanbul) 1975: Studium Internationale Beziehungen, wurde zum Doktor der Universität Ankara promoviert, 1978: Eintritt in den auswärtigen Dienst, 2002–2005: Botschafter in Ulanbator, 2005–2008: Botschafter in Skopje, 2009–2011: in Ankara beschäftigt, 2011–2012: in der Abteilung Haushalt beschäftigt, seit Dezember 2012: Botschafter in Buenos Aires. | Recep Tayyip Erdoğan         | Vlado Bučkovski                  | 1. Juni 2008     |
| 15. Juni 2008            | A Hakan Okçal                 | | Recep Tayyip Erdoğan         | Nikola Gruevski                  | 1. Aug. 2010     |
| 15. Aug. 2010            | Gürol Sökmensüer              | | Recep Tayyip Erdoğan         | Nikola Gruevski                  | 15. Aug. 2014    |
| 1. Okt. 2014             | Ömür Şölendil                 | (* 20. Juli 1953 in Istanbul) 1971: Abitur am Izmir College, 1976: Studium der Wirtschafts- und Verwaltungswissenschaft am Orta Doğu Teknik Üniversitesi İktisadi ve İdari Bilimler Fakültesi, 1977: Eintritt in den auswärtigen Dienst, in der Tourist-Information beschäftigt, anschließend Offizier Türkische Streitkräfte, 1980–1997: verschiedene Auslandsvertretungen, 1998–2000: Konsulat in Batumi, 2000–2002: Konsulat in Deventer, 2004: Leiter der Abteilung Osteuropa, 2006–2008: Botschafter in Ulaanbaatar, 2008–2009: Botschafter in Tripolis, Anschließend Leiter der Abteilung Zentral- und Ostasien, 30. April 2011 – 15. September 2014: Botschafter in Bukarest. 1. Oktober 2014: Botschafter in Skopje. | Ahmet Davutoğlu              | Nikola Gruevski                  |                  |